# Shackletonia robusta
Shackletonia robusta is een vlokreeftensoort uit de familie van de Acidostomatidae. De wetenschappelijke naam van de soort is voor het eerst geldig gepubliceerd in 1931 door K.H. Barnard.